# Compañía de los Caminos de Hierro de Ciudad Real a Badajoz
La Compañía de los Caminos de Hierro de Ciudad Real a Badajoz (CRB) fue una empresa ferroviaria española que existió entre 1861 y 1880. Estuvo a cargo de la construcción del ferrocarril de Ciudad Real a Badajoz y, más tarde, de la línea Ciudad Real-Madrid. También construyó un ramal que unía Almorchón y Belmez, dentro de la primera línea. Dado que fue una compañía pequeña y con dificultades económicas para conseguir salir adelante de sus líneas bajo explotación, acabaría siendo absorbida por la Compañía de los Ferrocarriles de Madrid a Zaragoza y Alicante (MZA). 

## Historia

### Orígenes y fundación
En diciembre de 1859 se aprobó la concesión para la construcción de una línea que uniera Ciudad Real con Badajoz. La implantación de este ferrocarril lograría unir Badajoz con el centro de la península ibérica; con ello, Badajoz quedaría enlazada en un extremo con Portugal, y, por el otro extremo, con Ciudad Real, donde enlazaría con la línea de ferrocarril perteneciente a la compañía MZA. A su vez, a partir de este enlace quedaría conectada con Madrid.
En 1861 se constituyó una empresa para la construcción del ferrocarril Ciudad Real-Badajoz, que recibió el nombre de «Compañía de los Caminos de Hierro de Ciudad Real a Badajoz». La compañía se constituyó mediante la aportación principalmente de capital francés, contando con un capital social que ascendía a la suma de 330.800.000 reales y con una subvención estatal de 97.000 reales. La presidencia honoraria recayó en Alejandro Mon, mientras que en el consejo de administración estaban presentes figuras como Claudio Moyano. Su domicilio social se encontraba en Madrid. Reflejo de la influencia francesa, el último artículo del reglamento interior del Consejo de Administración decía: «El personal de la compañía se compondrá al menos por mitad de empleados españoles. Todos deberán conocer los idiomas francés y español».

### Construcciones y expansión

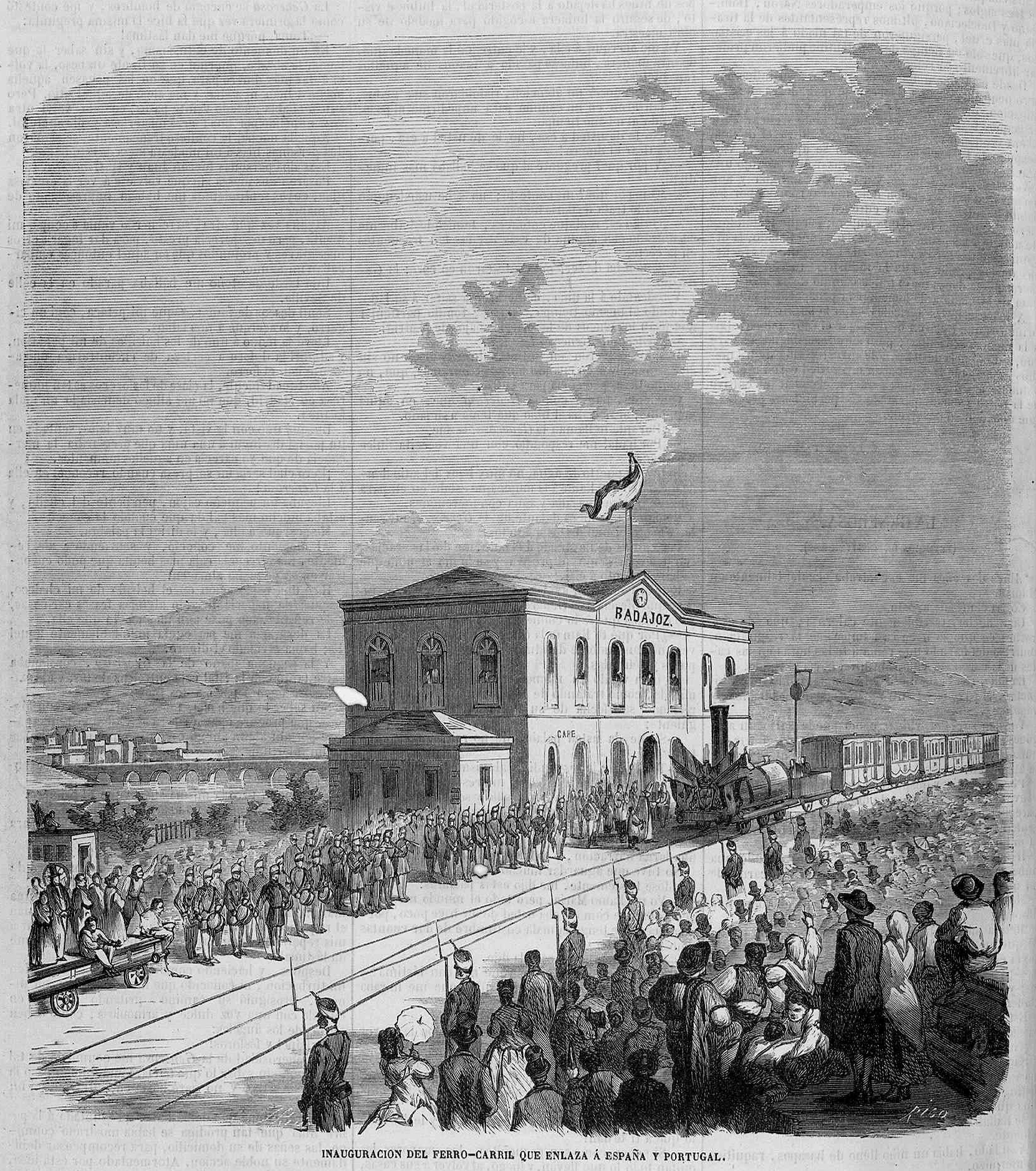
Inauguración de la línea de ferrocarril entre España y Portugal, grabado publicado el 9 de diciembre de 1866 en El Museo Universal.

La construcción de la línea Ciudad Real-Badajoz comenzó en 1861, contando para ello con un terreno fácil y propicio como era el campo de Calatrava. El trazado, que se apartaba del río Guadiana, transcurría por el valle de Alcudia y alcanzaba Badajoz tras pasar por Mérida. Los trabajos se llevaron a cabo con una relativa rapidez, si bien casi todo el material de construcción provenía en su totalidad de Francia. Finalmente, el 22 de noviembre de 1866 se inauguró al público la totalidad de la línea, con la presencia de algunos miembros del gobierno. La reina Isabel II realizaría, unas semanas después, un viaje a Portugal por esta línea.
Tras ello, quedó abierta esta línea, si bien en un comienzo apenas si concentró tráfico de mercancías o pasajeros. Esta situación coincidió con la crisis económica que afectó a España entre los años 1864 y 1866, la cual afectó considerablemente al ferrocarril. A pesar de las estrecheces económicas, la empresa quiso ensanchar sus negocios y decidió la construcción de un ramal entre Almorchón y Belmez, donde enlazaba con la cuenca minera de la Sociedad Hullera y Metalúrgica de Belmez. Pero la construcción de este ramal, que se completó el 1 de abril de 1868, solo contribuyó a empeorar los ya pésimos resultados económicos de la compañía.
Pasadas las mayores dificultades de la época final de la década de 1860, la compañía emprendió la prolongación de la línea con la construcción de un ferrocarril directo de Ciudad Real a Madrid. De este modo, se establecería una conexión ferroviaria de Madrid a Badajoz, a través de la cual se alcanzaba Portugal. La concesión de esta nueva línea se obtuvo en 1876, iniciándose un año después las operaciones para reunir fondos económicos para financiar la construcción. El trazado de esta nueva línea, que atravesaba el terreno llano de «La Mancha», no encontró grandes obstáculos geográficos. Todos los trabajos serían llevados con bastante celeridad, y a principios de 1879 el tendido de vía ya se encontraba finalizado casi en su totalidad. La inauguración oficial se hizo el 3 de febrero de ese año, con un tren que recorrió el trazado entre Madrid y Badajoz. Algún tiempo después, comenzaría el servicio normalizado de trenes a lo largo de la línea.

### Desaparición

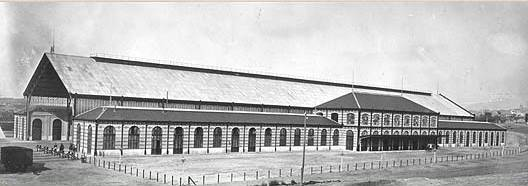
Estación de Delicias en Madrid, en el momento de su finalización (c. 1880-1882). Sin embargo, entraría en servicio bajo otra compañía.

Por esta época, con la nueva línea Madrid-Ciudad Real en servicio, la compañía pensó en reconvertir la primitiva estación que tenía en Madrid con una ampliación definitiva, lo que derivaría en la futura estación de Delicias. Con todo ello, parecía que la situación de la compañía era bastante buena. Sin embargo, sus negocios habían empeorado de tal forma que ya en el año 1879 la CRB había debido acordar con la Compañía de los Ferrocarriles de Madrid a Zaragoza y Alicante (MZA) un reparto del tráfico de viajeros y mercancías. La situación de colaboración finalmente acabó en la absorción por parte de MZA en 1880. Dado que esta compañía ya disponía en Atocha de una estación con un amplio parque de vías, no necesitó el recinto de Delicias para acoger los trenes procedentes de Badajoz y Ciudad Real. Por ello, llegó a un acuerdo con la Compañía de los Ferrocarriles de Madrid a Cáceres y Portugal (MCP), por el cual le cedía la estación Delicias.

## Red ferroviaria
| Concesión           | Inauguración             | Sección                     | Longitud |
|                     |                          |                             |          |
| Ciudad Real-Badajoz | 20 de septiembre de 1863 | Badajoz-Frontera portuguesa | 5,3 km   |
|                     | 19 de agosto de 1863     | Ciudad Real-Puertollano     | ?        |
|                     | 20 de octubre de 1864    | Mérida-Badajoz              | 80,5 km  |
|                     | 28 de julio de 1865      | Puertollano-Veredas         | 25,9 km  |
|                     | 21 de agosto de 1865     | Magacela-Mérida             | 67,9 km  |
|                     | 29 de noviembre de 1865  | Veredas-Almorchón           | 92,1 km  |
|                     | 17 de marzo de 1866      | Castuera-Magacela           | 29,0 km  |
|                     | 30 de julio de 1866      | Almorchón-Castuera          | 24,2 km  |
|                     |                          |                             |          |
| Almorchón-Belmez    | 1 de abril de 1868       | Almorchón-Bélmez            | 63,7 km  |
|                     |                          |                             |          |
| Madrid-Ciudad Real  | 3 de febrero de 1879     | Madrid-Ciudad Real          | 170,3 km |

## Parque móvil
| tipo | N° CRB    | N° MZA    | Fabricante                   | N° de fábrica       | Año  | Peso | Notas                                  |
| 120  | 1 a 2     | 1 a 2     | Parent & Shaken, Oullins     | 295-296 (1170-1171) | 1863 | 36,0 | "Miguel de Cervantes", "Hernán Cortés" |
| 120  | 3 a 4     | 3 a 4     | J.F. Cail & Cie., París      | 1274-1275           | 1863 | 36,0 |                                        |
| 120  | 5 a 10    | 5 a 10    | J.F. Cail & Cie., París      | 1238-1243           | 1864 | 31,4 |                                        |
| 120  | 11 a 12   | 11 a 12   | Haine-Saint-Pierre           | 48-49               | 1864 | 31,4 |                                        |
| 120  | 13        | 13        | Hainaut, Couillet            | 133                 | 1864 | 31,4 |                                        |
| 120  | 14        | 14        | Haine-Saint-Pierre           | 50                  | 1864 | 31,4 |                                        |
| 120  | 15 a 19   | 15 a 19   | Saint-Léonard, Lieja         | 210-214             | 1864 | 31,4 |                                        |
| 120  | 20 a 22   | 20 a 22   | Hainaut, Couillet            | 134-136             | 1864 | 31,4 |                                        |
| 030  | 51 a 56   | 401 a 406 | Fives-Lille                  | 2232-2237           | 1878 | 34,8 |                                        |
| 030  | 57 a 64   | 407 a 414 | Fives-Lille                  | 2271-2278           | 1880 | 34,8 |                                        |
| 040  | 101 a 106 | 501 a 506 | J.F. Cail & Cie., París      | 1268-1273           | 1865 | 44,1 |                                        |
| 040  | 107 a 116 | 501 a 516 | J.F. Cail & Cie., París      | 1276-1285           | 1865 | 44,1 |                                        |
| 040  | 107 a 126 | 517 a 526 | J.F. Cail & Cie., París      | 1374-1383           | 1865 | 44,1 |                                        |
| 040  | 127 a 136 | 527 a 536 | Schneider & Cie., Le Creusot | 907-916             | 1866 | 44,1 |                                        |